# (4560) Ключевский
(4560) Ключевский (лат. Klyuchevskij) — типичный астероид главного пояса, открыт 16 декабря 1976 года советским астрономом Людмилой Черных в Крымской астрофизической обсерватории и 27 июня 1991 года назван в честь русского историка Василия Ключевского.

## Обнаружение и именование
(4560) Ключевский
Открыт 16 декабря 1976 года в Научном Л. И. Черных.
Назван в память об известном русском историке Василии Осиповиче Ключевском (1841—1911).
Оригинальный текст (англ.)4560 Klyuchevskij
Discovered 1976-12-16 by Chernykh, L. I. at Nauchnyj.
Named in memory of Vasilij Osipovich Klyuchevskij (1841—1911), a famous Russian historian.
Источники: DISCOVERY.DB; M.P.C. 18459.

## Орбита

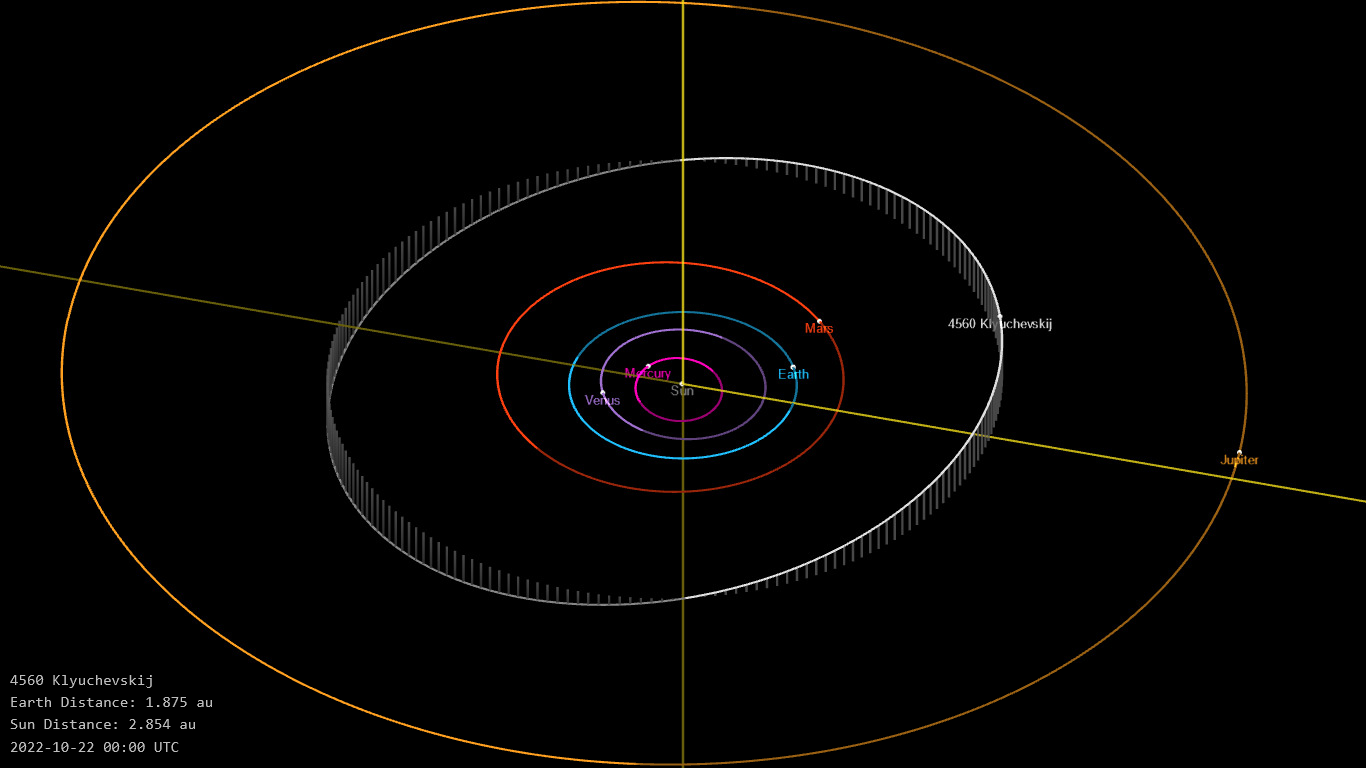
Орбита астероида Ключевский и его положение в Солнечной системе

## Физические характеристики
Из наблюдений телескопа VISTA следует, что астероид относится к таксономическому классу Xt.
По результатам наблюдений в видимом и ближнем инфракрасном диапазоне космического телескопа NEOWISE и наблюдений в инфракрасном диапазоне спутника Akari диаметр астероида сначала оценивался равным 11,936±0,075 км или 15,19±1,12 км, позже — 11,936±0,075 км. Согласно тем же источникам альбедо оценивается как 0,2155±0,0515, 0,133±0,021 и 0,215±0,051.